# Латерализација функције мозга
Латерализација мождане функције (или доминација хемисфере/латерализација) је тенденција да се неке неуронске функције или когнитивни процеси специјализују за једну или другу страну мозга. Медијална лонгитудална фисура одваја људски мозак на две различите мождане хемисфере, повезане жуљевитим телом. Иако се чини да је макроструктура две хемисфере скоро идентична, различит састав неуронских мрежа омогућава специјализовану функцију која је различита у свакој хемисфери.
Латерализација можданих структура заснива се на општим трендовима израженим код здравих пацијената; међутим, постоје бројни контрапримери за сваку генерализацију. Мозак сваког човека се развија другачије, што доводи до јединствене латерализације код појединаца. Ово се разликује од специјализације, јер се латерализација односи само на функцију једне структуре подељене између две хемисфере. Специјализацију је много лакше посматрати као тренд, јер има јачу антрополошку историју.
Најбољи пример успостављене латерализације је Брокаова и Верникеова зона, где се обе често налазе искључиво на левој хемисфери. Латерализација функција, као што су семантика, интонација, акцентуација и прозодија, од тада је доведена у питање и углавном је утврђено да има неуронску основу у обе хемисфере. Други пример је да свака хемисфера у мозгу има тенденцију да представља једну страну тела. У малом мозгу, ово је иста страна тела, али у предњем мозгу је то претежно контралатерална страна.